# Mibora maroccana
Mibora maroccana är en gräsart som först beskrevs av René Charles Maire, och fick sitt nu gällande namn av René Charles Maire. Mibora maroccana ingår i släktet pysslinggrässläktet, och familjen gräs. Inga underarter finns listade i Catalogue of Life.